# Pamphilius
Pamphilius is een geslacht van vliesvleugelige insecten uit de familie van de spinselbladwespen (Pamphiliidae).

## Soorten
- P. albopictus (C.G. Thomson, 1871)
- P. alternans (Costa, 1860)
- P. aucupariae Vikberg, 1971
- P. aurantiacus (Giraud, 1857)
- P. balteatus (Fallen, 1808)
- P. betulae (Linnaeus, 1758)
- P. brevicornis Hellen, 1948
- P. festivus Pesarini & Pesarini, 1984
- P. fumipennis (Curtis, 1831)
- P. gyllenhali (Dahlbom, 1835)
- P. hilaris (Eversmann, 1847)
- P. histrio Latreille, 1812
- P. hortorum (Klug, 1808)
- P. ignymontiensis Lacourt, 1973
- P. inanitus (Villers, 1789)
- P. lethierryi (Konow, 1887)
- P. maculosus (Zaddach, 1866)
- P. marginatus (Serville, 1823)
- P. nemorum (Gmelin, 1788)
- P. nigrifemoratus Shinohara & Taeger, 1990

- P. norimbergensis Enslin, 1917
- P. pallipes (Zetterstedt, 1838)
- P. stramineipes (Hartig, 1837)
- P. sylvarum (Stephens, 1835)
- P. sylvaticus (Linnaeus, 1758)
- P. thorwaldi Kontuniemi, 1946
- P. tricolor Benes, 1974
- P. vafer (Linnaeus, 1767)
- P. varius (Serville, 1823)